# Kim Steven Bardrum Ryholt
Kim Steven Bardrum Ryholt (né le 19 juin 1970) est un égyptologue, professeur d'égyptologie à l'université de Copenhague (Danemark). Il est l'auteur, entre autres, de nombreux ouvrages sur les chronologies en Égypte antique.

## Publications
- The Political Situation in Egypt during the Second Intermediate Period, Museum Tusculanum, janvier 1997,  (ISBN 8772894210)
- A Demotic Version of Nectanebos' Dream, 1998
- King Qareḥ, a Canaanite King in Egypt during the Second Intermediate Period, Copenhague, 1997
- The Story of Petese Son of Petetum and Prophet of Atum at Heliopolis, Museum Tusculanum, octobre 1999,  (ISBN 8772895276)
- The Petese Stories II, Museum Tusculanum, janvier 2006,  (ISBN 8763504049)
- Hieratic Texts from the Collection, Museum Tusculanum, mai 2006,  (ISBN 8763504057)